# Khajoori Khas
Khajoori Khas is een census town in het district Noordoost-Delhi van het Indiase unieterritorium Delhi.

## Demografie
Volgens de Indiase volkstelling van 2001 wonen er 45.090 mensen in Khajoori Khas, waarvan 54% mannelijk en 46% vrouwelijk is. De plaats heeft een alfabetiseringsgraad van 53%.